# Cystopage lateralis
Cystopage lateralis är en svampart som beskrevs av Drechsler 1941. Cystopage lateralis ingår i släktet Cystopage och familjen Zoopagaceae.   Inga underarter finns listade i Catalogue of Life.